# 음력 8월 21일
음력 8월 21일은 음력 8월의 21번째 날이다.

## 사건
- 1875년 - 운요호 사건 발발.
- 1969년 - 서해방송 개국.
- 2010년 - 조선민주주의인민공화국 평양시에서 제3차 당대표자회가 소집되어 김정은, 김경희, 최룡해등 6명이 조선인민군 대장 칭호를 받았다. 또한 김정은의 후계구도가 공식화되었다.

## 문화
- 2012년 - 분당선 선릉 ~ 왕십리 구간 개통.

## 탄생
- 1981년 - 대한민국의 배우 - 한예슬

## 같이 보기
- 음력 360일: 1월 2월 3월 4월 5월 6월 7월 8월 9월 10월 11월 12월
- 전날:8월 20일 다음날:8월 22일 - 전달:7월 21일 다음달:9월 21일
- 양력:8월 21일
- 음력, 윤달